# 639
| [ Edytuj tabelę ]          |                                    |
| Cesarz Bizancjum           | - 610 Herakliusz 641               |
| Cesarz Chin                | - 626 Tang Taizong 649             |
| Król Essexu                | - 617 Sigeberht I Mały 653         |
| Król Franków               | - 632 Dagobert I 639               |
| Król Franków w Austrazji   | - 639 Sigebert III 656             |
| Król Franków w Neustrii    | - 639 Chlodwig II 658              |
| Cesarz Japonii             | - 629 Jomei 641                    |
| Kalif                      | - 634 Umar ibn al-Chattab 644      |
| Król Kentu                 | - 616 Eadbald 640                  |
| Patriarcha Konstantynopola | - 638 Pyrrus I 641                 |
| Władca Korei               | - 618 Yŏngnyu 642                  |
| Król Longobardów           | - 636 Rotari 652                   |
| Król Mercji                | - 626 Penda 655                    |
| Król Nortumbrii            | - 634 Oswald 642                   |
| Król Persji                | - 632 Jezdegerd III 651            |
| Król Wizygotów             | - 636 Chintila 639 - 639 Tulga 642 |

Rok 639 / DCXXXIX
stulecia: VI wiek ~
VII wiek ~
VIII wiek

lata: 629 «
634 «
635 «
636 «
637 «
638 «
639
» 640
» 641
» 642
» 643
» 644
» 649

## Wydarzenia
- Afryka
  - arabski wódz Amr Ibn al-As wtargnął do Egiptu
- Europa
  - początek panowania królów merowińskich w państwie Franków

## Zmarli
- 19 stycznia - Dagobert I, król Franków (ur. ok. 603)